# Auditorio Nelly Goitiño

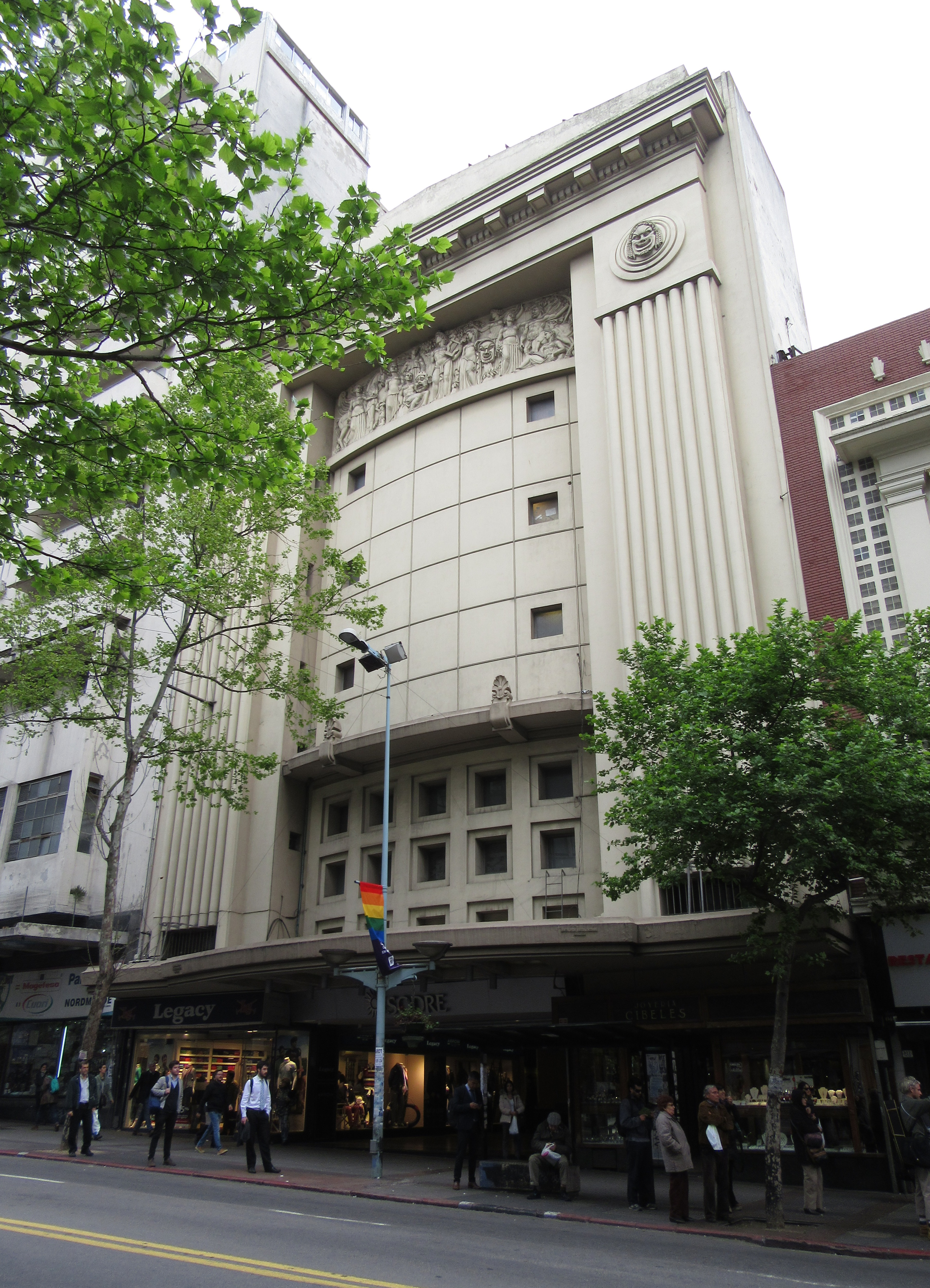

Der Sala Brunet, auch als Cine Eliseo, Auditorio Sodre und mittlerweile als Auditorio Nelly Goitiño bezeichnet, ist ein Bauwerk in der uruguayischen Landeshauptstadt Montevideo.
Das in den 1940er Jahren errichtete Gebäude befindet sich im Barrio Centro an der Avenida 18 de Julio 930 zwischen den Straßen Convención und Wilson Ferreira Aldunate. Für den Bau zeichneten die Architekten R. Ruano und A. Pietropinto verantwortlich. Im ursprünglich als Kino konzipierten Sala Brunet sind mittlerweile mit dem 547 Sitzplätzen beinhaltenden, nunmehr Sala Tosar genannten Hauptsaal ein Veranstaltungssaal, ein kleinerer Saal als Probenraum und ein kleines Kino untergebracht. Das Gebäude beherbergte früher das Cine Eliseo (1949–1963, 1967–1978, 1981–1982 und 1985–1986) bzw. das Cine Eliseo Cinerama (1963–1966). Für rund eine Million Dollar wurden ab 2006 Renovierungsarbeiten unter Leitung der Architekten Daniel Barreira und Eleonora De León durchgeführt und 2008 abgeschlossen. Die Neueröffnung erfolgte unter der neuen Bezeichnung Auditorio Nelly Goitiño.